# Bakelse-Jeanna

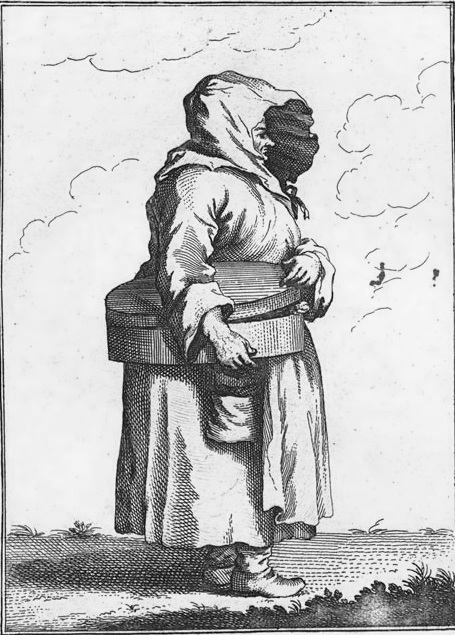
Bakelse-Jeanna.

Bakelse-Jeanna eller Bakelse-Sjana, född 1702 på Åland, död 1788 i Stockholm, var en svensk månglerska och ett känt Stockholmsoriginal. 
Jeanna härstammade från Åland och var verksam som så kallad kakagumma eller bakelsegumma, det vill säga månglerska med försäljning av bakelser i Stockholm. Hon blev en känd figur i det samtida Stockholm och förekom ofta inom fiktionen. Ett berömt kopparstick gjordes av Bakelse-Jeanna till den tryckta komedin Donnerpamp av Carl Israel Hallman 24 april 1782, som uppfördes i Göteborg hösten 1782 och på Stenborgs teater i Stockholm 21 juni 1783. Bakelse-Jeanna utgjorde en av karaktärerna i pjäsen. Hon figurerade även i en gammal visa i Stockholm. Hon nämns också som bifigur i flera litterära verk under 1800-talet.
Bellman diktade följande populära visa om henne: 
Känner du Bakelse-Jeana?
Ja, nog känner ja’na
Och har känt’na i många år!
Hon går på Stockholms gator,
Säljer pepparkakor,
Tar för stycket så mycket hon får.
Namnet "Bakelse-Jeanna" blev sedan en allmän benämning för kakmånglerska i Stockholm. 